# Budinarci
Budinarci é uma aldeia localizada no município de Berovo, na Macedônia do Norte.